# The Plane Train

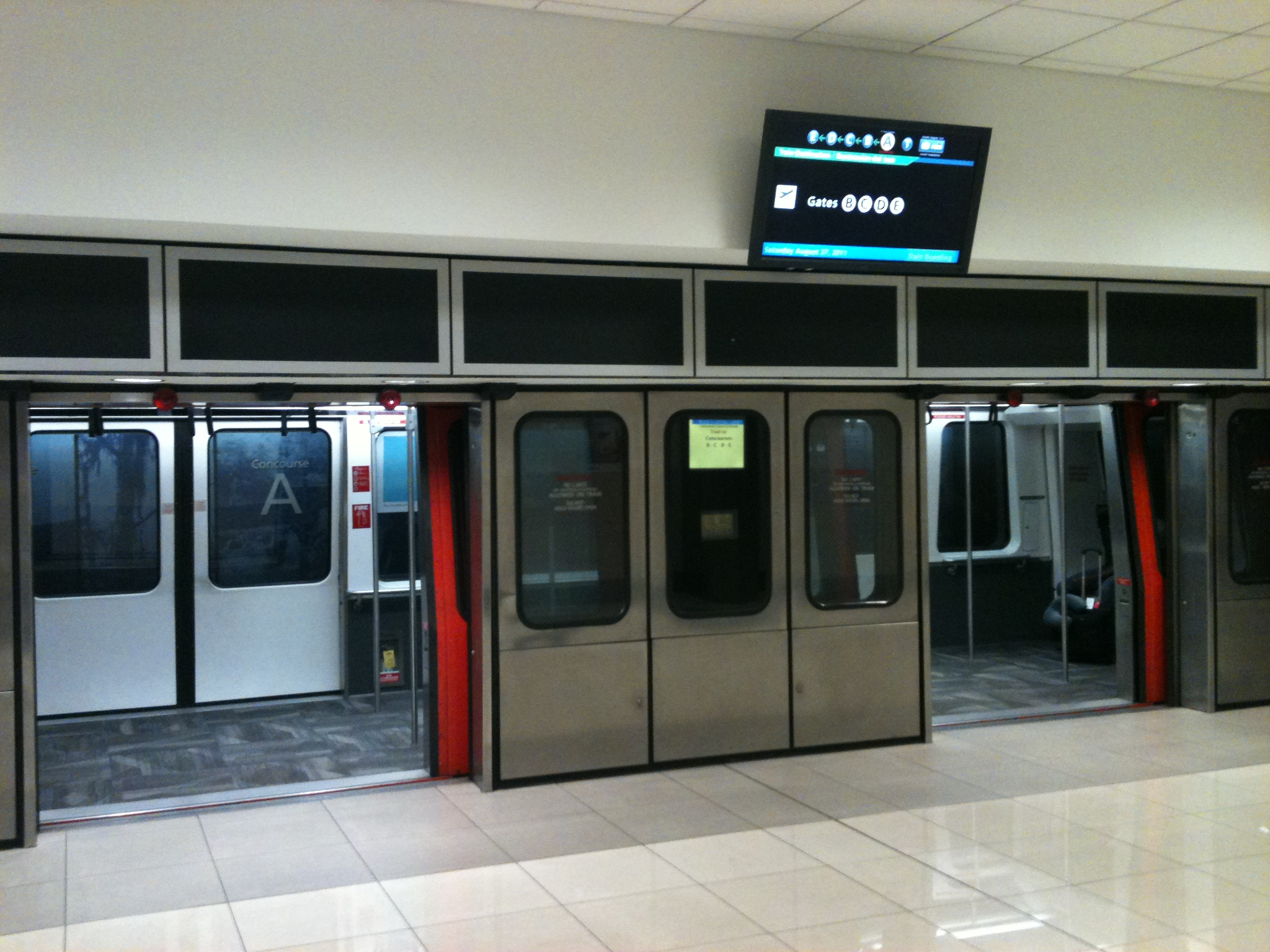
Wejście do kolejki

The Plane Train – mała kolej automatyczna obsługująca Port lotniczy Atlanta – Hartsfield-Jackson. Służy szybkiemu transportowi pasażerów pomiędzy głównym terminalem i siedmioma holami. W 2002 roku kolejka przewoziła 64 000 000 pasażerów i była to największa liczba przewożonych pasażerów w tego typu kolejce.
Pierwotnie kolejka nie miała oficjalnej nazwy. Jednak 10 sierpnia 2010 r. otrzymała oficjalną nazwę „The Plane Train”.

## Historia

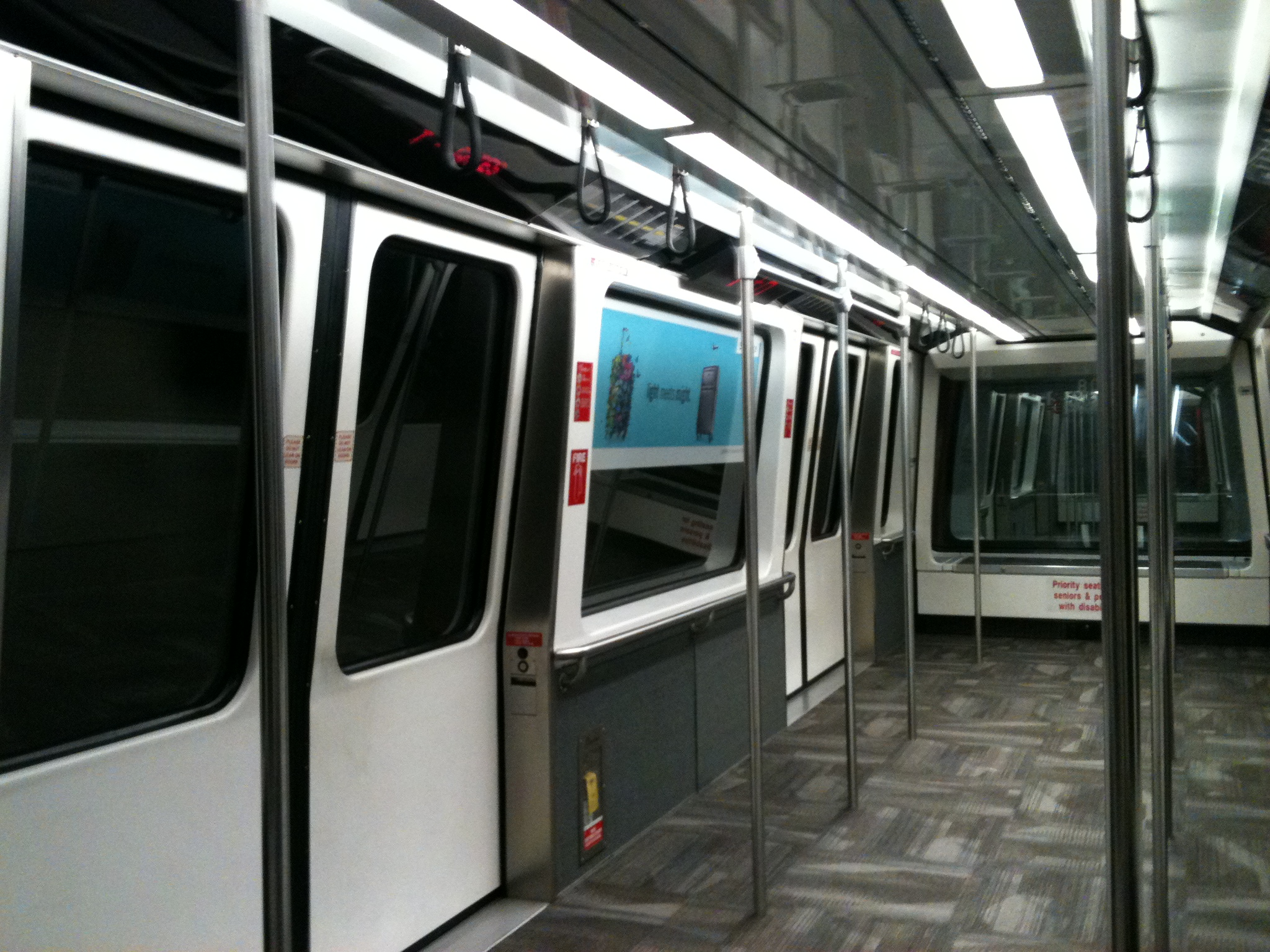
Wnętrze wagonika

Kolejka została wybudowana wzdłuż obecnego terminala a jej otwarcie nastąpiło 21 września 1980 roku. Budową zajęły się wspólnie firmy Westinghouse i Adtranz.
W 1994 roku otwarto Hol E, który stał się terminalem międzynarodowym. Został on wybudowany jako część infrastruktury na igrzyska w Atlancie. Wydłużono odcinek kolejki do Holu E, a także zwiększono liczę wagoników z trzech do czterech.
W 2001 roku Bombardier (który nabył firmę Adtranz) dostarczył nowe pociągi Bombardier CX-100, które zastąpiły używane od powstania kolejek Adtranz C-100.
W 2012 roku wydłużono kolejkę do nowego Holu F.

## Rozkład i działanie
The Plane Train znajduje się w chronionej strefie lotniska za punktem kontroli bezpieczeństwa. Kolejka składa się z ośmiu stacji, po jednej w każdym Holu (A, B, C, D, E i F) , a także dwie stacje w terminalu obsługujących loty krajowe, jeden w Holu T dla pasażerów odlatujących następnie z Holów A- F, z kolei druga stacja przeznaczona jest dla pasażerów udających się po odbiór bagażu. Pociągi kolejki korzystają z dwóch równoległych tuneli, które biegną w przeciwnych kierunkach, są one zlokalizowane pod centralną częścią każdego Holu.
Stacja Holu Odbioru Bagażu, Holu T , Holu E (dodana w 1994) i Holu F (dodana w 2012) posiadają peron wyspowy pomiędzy dwoma tunelami kolejki, z kolei Hole A, B, C i D posiadają odrębne perony do każdego tunelu. Wyświetlacze LCD informują pasażerów w jakim kierunku jedzie kolejka, a także informują o czasie przyjazdu następnego składu. Każde drzwi mają zainstalowane błyskające na czerwono światło, które informuje, że drzwi są zamykane.
W ciągu swojego istnienia pięć głosów zostało użytych do zapowiedzi głosowych w kolejce. W 2006 po raz pierwszy wprowadzono głos kobiety i jest nią Susan Bennett.

## Galeria

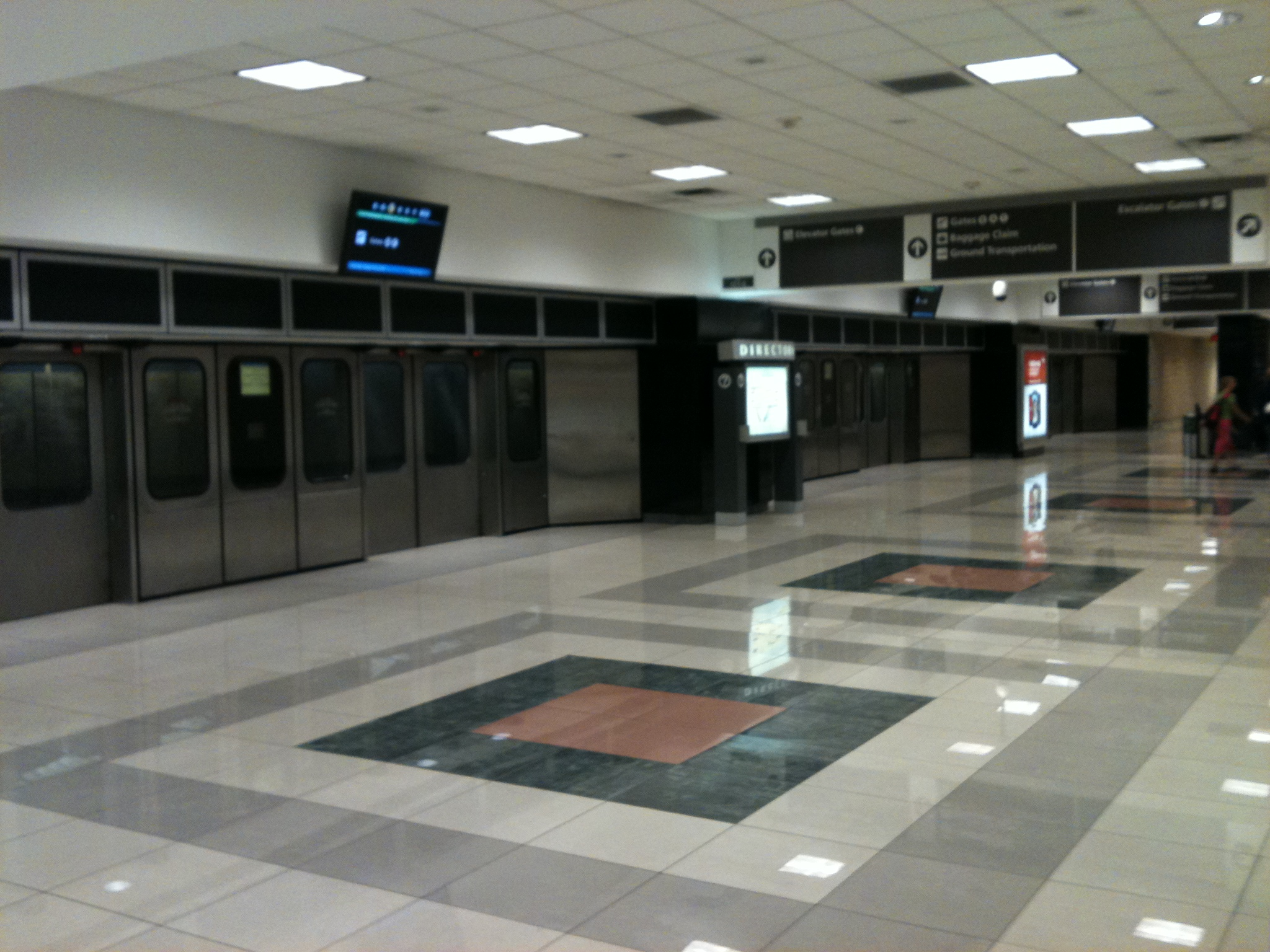
Peron w Holu C
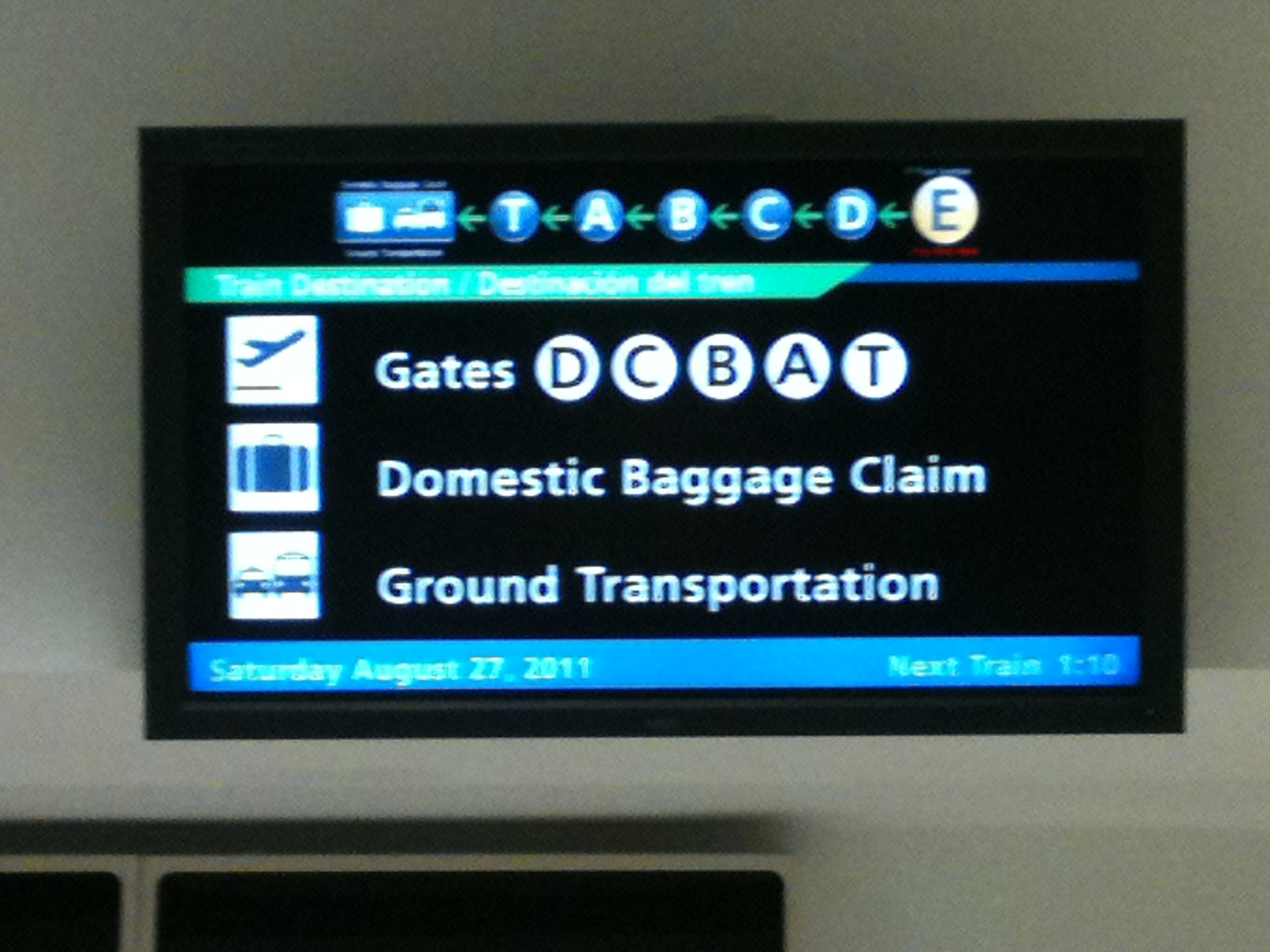
Wyświetlacz LCD
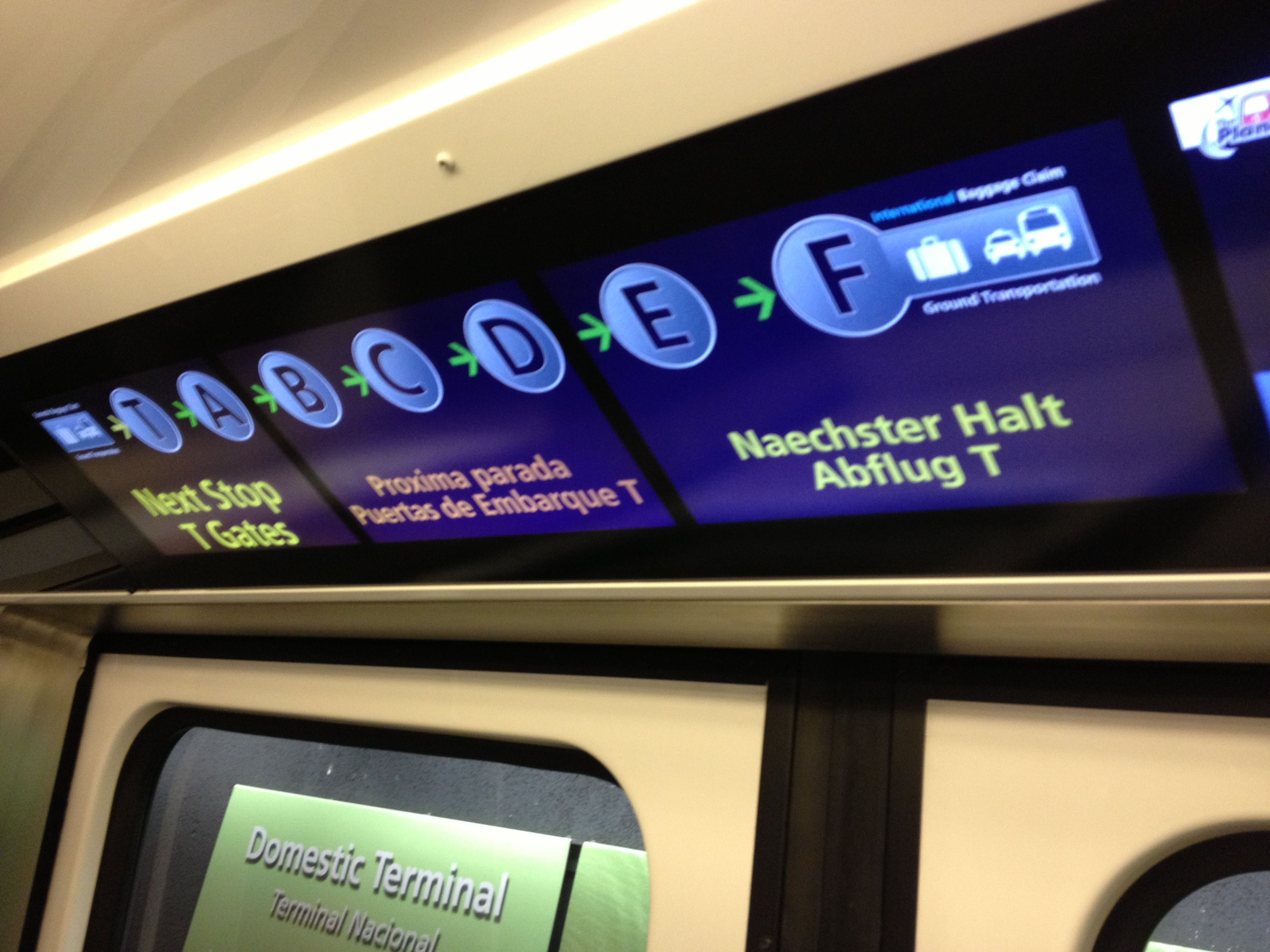
Wyświetlacz LCD w nowych wagonikach